# Cerophysa pulchella
Cerophysa pulchella es un coleóptero de la familia Chrysomelidae.
Fue descrita científicamente en 1930 por Laboissiere.